# Barbadorijev oltar
Barbadorijev oltar je slika Filippa Lippija iz leta 1438, ki je shranjena v pariškem muzeju Louvre.

## Zgodovina
Gherardo di Bartolomeo Barbadori, ki je leta 1429 umrl brez otrok, je zapustil svojo dediščino kapitanom Orsanmicheleja za uresničitev kapele, posvečene svetemu Fridianu, v cerkvi Santo Spirito. Kapela je bila zgrajena v stari zakristiji cerkve in leta 1433 je bilo sklenjeno, da se tam postavi oltarna slika. Delo je bilo naročeno Filippu Lippiju okoli leta 1437, pismo Piera Medičejskega Domenicu Venezianu z dne 1. aprila 1438 pa omenja, da oltarna slika še ni bila dokončana.
Slika je ostala v Santo Spiritu do leta 1810, ko so jo Napoleonovi vojaki razstavili in prinesli v Francijo. Po obnovi leta 1815 ni bila vrnjena.

## Opis
Plošča sledi tradicionalnemu poliptihu tistega časa le v zgornjem delu, ki ima arkade in stebre. Tudi drugače kot prejšnja dela je Lippi naslikal Devico stoječo in jo postavil za osrednjo točko kompozicije.
Angel na levi, ki dvigne svoje oblačilo, je navdihnjen s skupino Nannija di Banca Quattro Coronati, skulpturo v niši Orsanmicheleja. Drugi element inovacije (ki ga je istočasno uvedel Fra Angelico) je bilo pomanjkanje pozlačenega ozadja, ki ga je nadomestil arhitekturni prostor z oknom, ki se odpira v hribovito pokrajino, po navdihu flamskih sodobnih del. Školjkasta niša v ozadju, tipičen element florentinskega slikarstva 15. stoletja in še posebej Lippija, se zgleduje po niši v Tribunale della Mercanzia v Orsanmicheleju, ki jo je zasnoval Donatello.
Klečeča svetnika sta sv. Avguštin na desni in sv. Fridijan na levi. Na skrajni levi je Lippijev avtoportret, identificiran kot mlad menih za balustrado.
Delo je prvotno spremljala predela, ki je bila po padcu Napoleona vrnjena v Firence in je zdaj shranjena v Galeriji Uffizi v Firencah. Vključuje tri plošče, ki prikazujejo sv. Fridijana, ki spreminja potok Serchio, angel ji napoveduje smrt Device Marije, s prihodom apostolov in sv. Avguština videnje Svetega Duha.
Predela Barbadorijevega oltarja